# Kelemen Kristóf (dramaturg)
Kelemen Kristóf (Pécs, 1990. január 4. –) Junior Prima-díjas magyar színházi rendező, író, dramaturg.

## Életpályája
Gimnáziumi tanulmányai után két évig a Pécsi Tudományegyetem magyar szakán tanult. 2010–2015 között a Színház- és Filmművészeti Egyetem dramaturg szakos hallgatója volt, Forgách András és Radnai Annamária osztályában. Közben ösztöndíjasként Münchenben tanult és dolgozott több alkalommal. 2016-tól a Radnóti Színház dramaturgja. 2016–2020 között a Színház- és Filmművészeti Egyetem doktori iskolájában tanult, ahol PhD fokozatot szerzett.
Számos feladatkörben kipróbálta magát: független és kőszínházi előadások rendezőjeként és írójaként, lecture performance-ok előadójaként, együttműködésben születő projektek alkotójaként. Az előadásai formailag és műfajilag is különböznek. A munkái kutatásokon alapulnak, és jelenkori társadalmi és politikai kérdéseket járnak körül, miközben kevésbé látható történelmi momentumokat tematizálnak. Előadásaival számos nemzetközi fesztiválon szerepelt.

## Díjai és kitüntetései
- Junior Prima-díj (2020)[9][10]
- Bécsy Tamás-díj (2020)[11]
- Színikritikusok Díja, legjobb független színházi előadás, legjobb új magyar dráma/színpadi szöveg (2019, Megfigyelők)[12]
- Kortárs Magyar Dráma-díj (2019, Megfigyelők)[13]
- Thealter Fesztivál, Kritikusdíj (2018, Magyar akác)[14]

## Rendezései
- 2023 – Életvitelszerű (Flaszter – 1. Budapesti Köztéri Kortárs Művészeti Biennále – Török Tímeával)[15]
- 2023 – Szeánsz/Necromancy (Veszprém-Balaton 2023 Európa Kulturális Fővárosa)[16]
- 2022 – A nemzet özvegye (Örkény István Színház)[17]
- 2021 – Roberto Bolaño: Vad nyomozók (Radnóti Miklós Színház)[18]
- 2021 – Niké, szabadságunk szobra (Trafó Kortárs Művészetek Háza)[19]
- 2019 – Borkóstolással egybekötött tehetséggondozás (MU Színház – Pálinkás Bence Györggyel, Regényi Júliával, Tarr Judittal)[20]
- 2018 – Megfigyelők (Trafó Kortárs Művészetek Háza)[21]
- 2017 – Magyar akác (Trafó Kortárs Művészetek Háza – Pálinkás Bence Györggyel)[22]
- 2016 – Miközben ezt a címet olvassák, mi magukról beszélünk (Trafó Kortárs Művészetek Háza)[23]
- 2015 – Retúrjegyet! (Janus Egyetemi Színház, Pécs)[24]
- 2014 – Sok alvó közt semmi dolgom nékem (Zsámbéki Színházi Bázis)[25]